# Jean-Luc Nancy

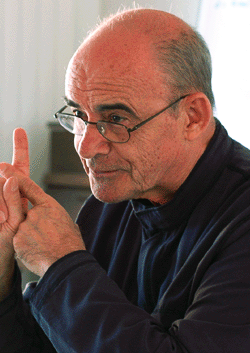

Jean-Luc Nancy (ur. 26 lipca 1940 w Paryżu, zm. 23 sierpnia 2021 w Strasburgu) – francuski filozof.
Jest autorem ponad dwudziestu książek, obejmujących szeroką problematykę filozoficzną. Na jego filozofię wpływ wywarli szczególnie Jacques Derrida, Georges Bataille czy Martin Heidegger. Wiele jego prac poświęconych jest dekonstrukcji.
Wiele swoich prac napisał we współpracy z Philippe'em Lacoue-Labarthe'em, z którym pracował na Université Marc Bloch w Strasburgu.

## Najważniejsze publikacje
- La Remarque spéculative (Un bon mot de Hegel), Paris, Galilée, 1973.
- La titre de la lettre, Paris, Galilée, 1973 (wraz z Philippe'em Lacoue-Labarthe'em)
- Le Discours de la syncope. I. Logodaedalus, Paris, Flammarion, 1975.
- L’absolu littéraire. Théorie de la littérature du romantisme allemand, Paris, Seuil, 1978 (wraz z Philippe'em Lacoue-Labarthe'em).
- Ego sum, Paris, Flammarion, 1979.
- Le partage des voix, Paris, Galilée, 1982.
- La communauté désoeuvrée, Paris, Christian Bourgois, 1983.
  - (pl) Rozdzielona wspólnota, przeł. M. Gusin, T. Załuski, Wrocław 2010.
- L’Impératif catégorique, Paris, Flammarion, 1983.
- L’oubli de la philosophie, Paris, Galilée, 1986.
- Des lieux divins, Mauvezin, T.E.R, 1987.
- L’expérience de la liberté, Paris, Galilée, 1988.
- Une Pensée Finie, Paris, Galilée, 1990.
- Le poids d’une pensée, Québec, Le griffon d’argile, 1991.
- Le mythe nazi, La tour d’Aigues, L’Aube, 1991 (wraz z Philippe'em Lacoue-Labarthe'em)
- La comparution (politique à venir), Paris, Bourgois, 1991 (wraz z Jeanem-Chrisophe'em Baillym).
- Corpus, Paris, Métailié, 1992.
  - (pl) Corpus, przeł. M. Kwietniewska, Gdańsk 2002.
- The birth to presence, Stanford, Stanford University Press, 1993.
- Les Muses, Paris, Galilée, 1994.
- Être singulier pluriel, Paris, Galilée, 1996.
- Hegel. L’inquiétude du négatif, Paris, Hachette, 1997.
- L’Intrus, Paris, Galilée, 2000.
- Le regard du portrait, Paris, Galilée, 2000.
- La pensée dérobée. Paris, Galilée, 2001.
- The evidence of film. Bruxelles, Yves Gevaert, 2001.
- La création du monde ou la mondialisation. Paris, Galilée, 2002.